# هنري هربرت هورسي
هنري هربرت هورسي هو سياسي كندي، ولد في 31 مايو 1871 في كينغستون في كندا، وتوفي بنفس المكان في 6 يناير 1942. نشط حزبياً في الحزب الليبرالي الكندي. وقد انتخب عضو مجلس الشيوخ الكندي ‏.